# Герб Віли-ду-Корву
Ге́рб Ві́ли-ду-Ко́рву — офіційний символ містечка Віла-ду-Корву, Португалія. Використовується як територіальний герб. У срібному щиті чорний крук з червоною рибою у дзьобі. Він сидить на зеленій горі, яка височіє посеред моря з трьох срібних і трьох зелених хвилястих смуг. У главі щита чорний яструб, що летить і тримає в лапах португальський щиток. Щит увінчує срібна мурована містечкова корона з чотирма вежами.  Під щитом біла стрічка, на якій великими літерами напис португальською: «Corvo» (Корву).  Офіційно затверджений 4 серпня 1948 року.  

## Галерея

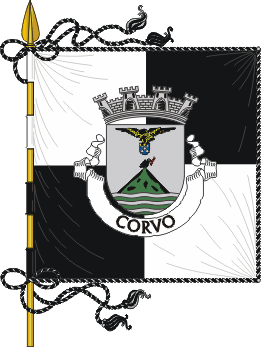
Прапор